# Historia de la masturbación

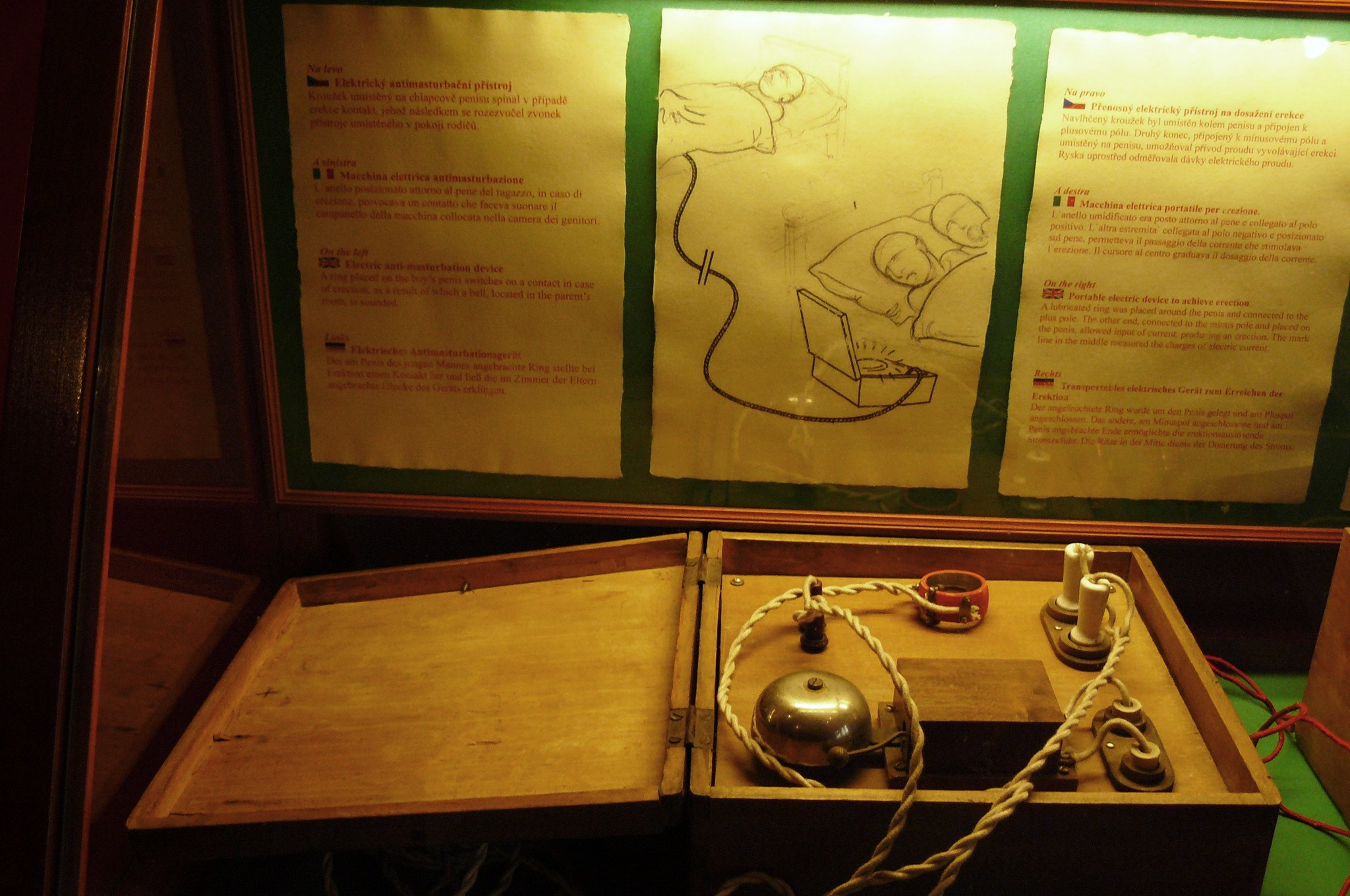
Máquina anti-masturbación en Praga, (Museo de Máquinas Sexuales).

La historia de la masturbación describe los grandes cambios en la sociedad en relación con la ética, las actitudes sociales, el estudio científico, y la descripción artística de la masturbación a lo largo de la historia de la sexualidad humana.
La estimulación sexual de los propios genitales ha sido interpretada de formas muy variadas en distintas religiones, y ha sido objeto de legislación, controversia social, activismo y estudio intelectual dentro de la sexología. Las opiniones sociales sobre la masturbación también han variado enormemente en diferentes culturas y a lo largo de la historia.

## Historia antigua
Alrededor del mundo, se ha encontrado representaciones de la masturbación femenina y masculina en pinturas rupestres prehistóricas. Al parecer, gran parte de los primeros seres humanos vinculaban la sexualidad humana con la abundancia en la naturaleza. Una figurilla de arcilla que data del cuarto milenio a. C. y que fue descubierta en un antiguo templo en la isla de Malta llamado Ħaġar Qim, describía a una mujer masturbándose. Sin embargo, en el mundo antiguo es más común encontrar representaciones de la masturbación masculina.
Desde los primeros registros, los antiguos sumerios mantuvieron actitudes muy relajadas con respecto al sexo. Los sumerios creían ampliamente que la masturbación podía incrementar la potencia sexual de un individuo, ya sea hombre o mujer, y con frecuencia participaban en la práctica solos o con su pareja. A menudo los hombres se aplicaban aceite puro, un aceite especial probablemente mezclado con mineral de hierro en polvo, cuyo fin era mejorar la fricción. La masturbación también era un acto de creación, y en la mitología sumeria, el dios Enki había creado los ríos Tigris y Éufrates después de masturbarse y eyacular en sus cauces vacíos .
La masturbación masculina tenía una perspectiva mucho mayor en el Antiguo Egipto, y cuando era llevada a cabo por una deidad podía ser considerada como un acto mágico o de creación. Se cree que el dios Atum pudo haber creado el universo después de eyacular tras haberse masturbado.

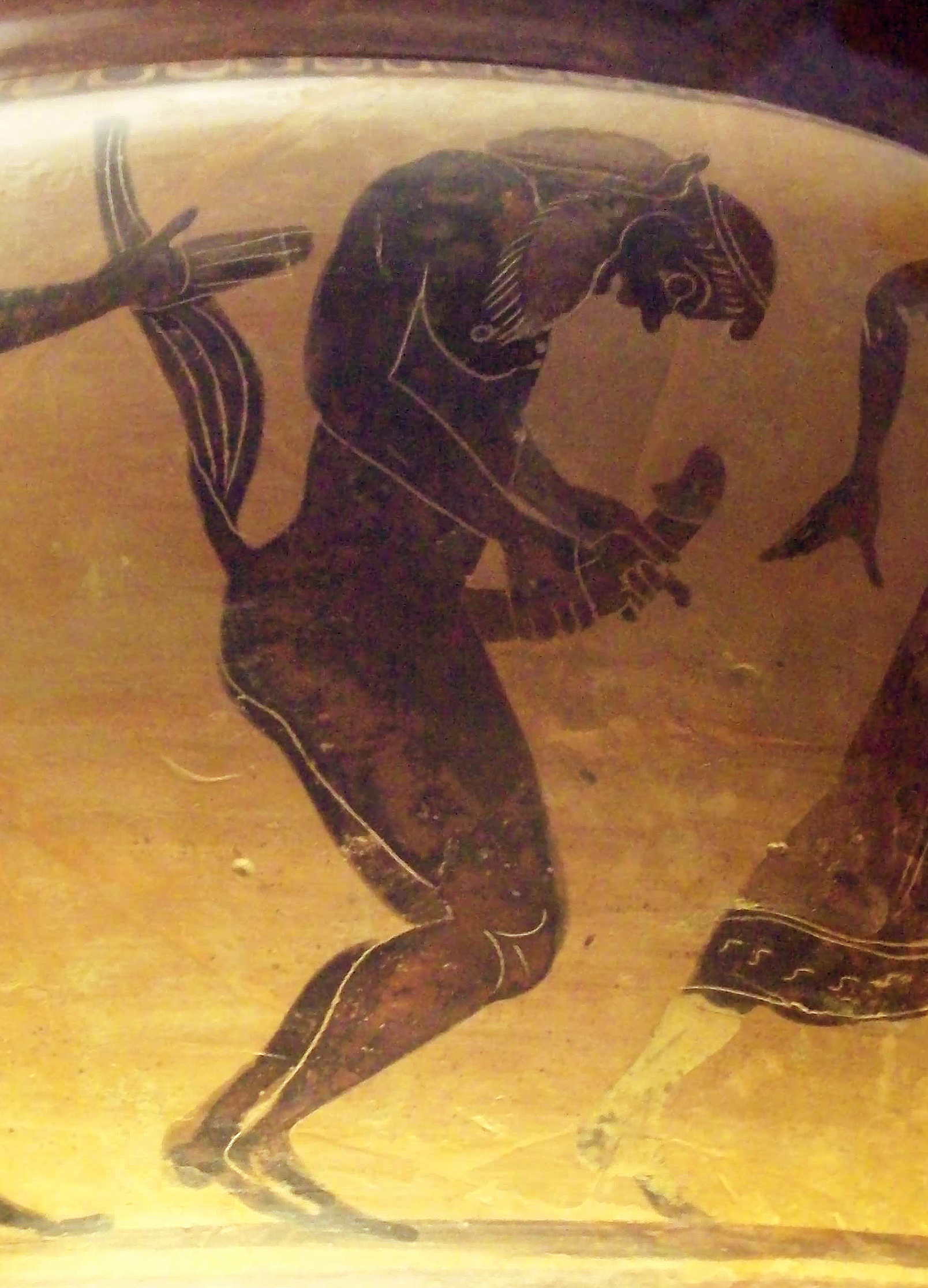
Detalle de una crátera, que data de entre el 560 y 550 a.C. y muestra a un sátiro masturbándose, una escena común en numerosas pinturas en la cerámica griega antigua.

Los antiguos griegos también consideraban la masturbación como un sustituto normal y saludable para otras formas de placer sexual. Gran parte de la información sobre la masturbación en la Antigua Grecia proviene de las obras teatrales de comedia griega y cerámica que se ha logrado preservar hasta la fecha actual. Esta práctica sexual es frecuentemente mencionada en las comedias sobrevivientes de Aristófanes, que son las fuentes más importantes relacionadas con la opinión griega sobre este tema. En a cerámica griega antigua, se suelen representar a los sátiros masturbándose.
Según el libro Vidas, opiniones y sentencias de los filósofos más ilustres del biógrafo del siglo III a. C. Diógenes Laercio, Diógenes de Sinope, un filósofo cínico del siglo IV a. C., usualmente se masturbaba en público, lo que se consideraba como escandaloso. Cuando las personas fueron a recriminarlo, él dijo "¡Ojalá frotándome el vientre, el hambre se extinguiera de una manera tan dócil!" Diógenes, hablando en broma, agradeció al dios Hermes con su invención: presuntamente se compadeció de su hijo Pan, que se sentía atraído por la ninfa Eco pero al ser incapaz de seducirla, le enseñó el truco de la masturbación para aliviar su sufrimiento. A su vez, Pan enseñó ese hábito a jóvenes pastores.
Hay escasos registros sobre la masturbación en los escritos de la sexualidad en la Antigua Roma. El poeta latino Marcial la considera como una forma inferior de liberación sexual que realizaban los esclavos. De acuerdo con Aulo Gelio, escritor latino del siglo II, Empédocles quiso apartar a los hombres "de la secreción propia del placer de Venus" con un verso en el que aconseja "mantener vuestras manos lejos de las habas", refiriéndose encubiertamente a los testículos mediante el símbolo de la generación.
Aunque su mención es muy escasa, la masturbación fue un tema de larga data dentro de la sátira latina, apareciendo en uno de los pocos fragmentos sobrevivientes de Lucilio, el primer practicante de Roma en lo que refiere al tema. Los romanos prefirieron utilizar la mano izquierda para masturbarse.

## Culturas sin masturbación
Dentro de la Cuenca africana del Congo, los grupos étnicos aka y ngandu carecen de una palabra para referirse a esta práctica sexual en sus idiomas, y se vuelven confusos al comprender el concepto de masturbación.

## Preocupaciones de salud

### Locura
Se han escrito numerosos artículos médicos asegurando que la locura se generaba como resultado de la masturbación, y esto era registrado como causa de admisión cuando una persona era confinada en un hospital. Un médico llamado J. W. Robertson intentó describir las diferencias entre los diferentes tipos de masturbación en el año 1898, cuando se dirigió a la Sociedad Médica del Estado de California.

### Panfleto delsigloXVIII
El primer uso de la palabra "onanismo" para referirse de manera sistemática y específica a la masturbación, fue en un panfleto distribuido por primera vez en Londres en 1716, realizado por el teólogo calvinista Balthazar Bekker, titulado «Onania, o el atroz pecado de la autocontaminación, y todas sus terribles consecuencias en ambos sexos, considerando: consejos físicos y espirituales para aquellos que se han lesionado por esta abominable práctica». En el panfleto se abordaban temas familiares de vicio y pecado, esta vez en particular contra el ''atroz pecado'' de la ''autocontaminación'', advirtiendo que iban a sufrir aquellos que sentían placer ejerciendo está práctica sexual: 

Malestares estomacales y de digestión, pérdida de apetito o hambre voraz, vómitos, náuseas, debilidad de los órganos respiratorios, tos, ronquera, parálisis, debilidad de los órganos reproductores al nivel de la impotencia, ausencia de libido, dolor de espalda, desórdenes oculares y auditivos, disminución total de la fuerza corporal, palidez, delgadez, granos en el rostro, deterioro de las facultades mentales, pérdida de memoria, ataques de ira, locura, idiotez, epilepsia, fiebre, y finalmente, el suicidio.

El panfleto también incluía cartas y testimonios de jóvenes supuestamente enfermos y moribundos, tras los efectos de masturbarse compulsivamente. Posteriormente, el panfleto recomendaba un remedio efectivo para esto, una ''tintura e fortalecimiento'' al precio de 10 chelines la botella, y un ''polvo prolífico'' de 12 chelines la bolsa, que estaban disponible en las tiendas locales. «Onania» se convirtió en un éxito de ventas, con más de 60 ediciones publicadas y siendo traducido a múltiples idiomas.

### James
Entre 1743 y 1745, el médico británico Robert James publicó A Medicinal Dictionary, donde describía la masturbación como la «productora de los trastornos más deplorables y especialmente incurables», y añadía que «quizás no haya pecado que genere tantas consecuencias horribles».

### Tissot

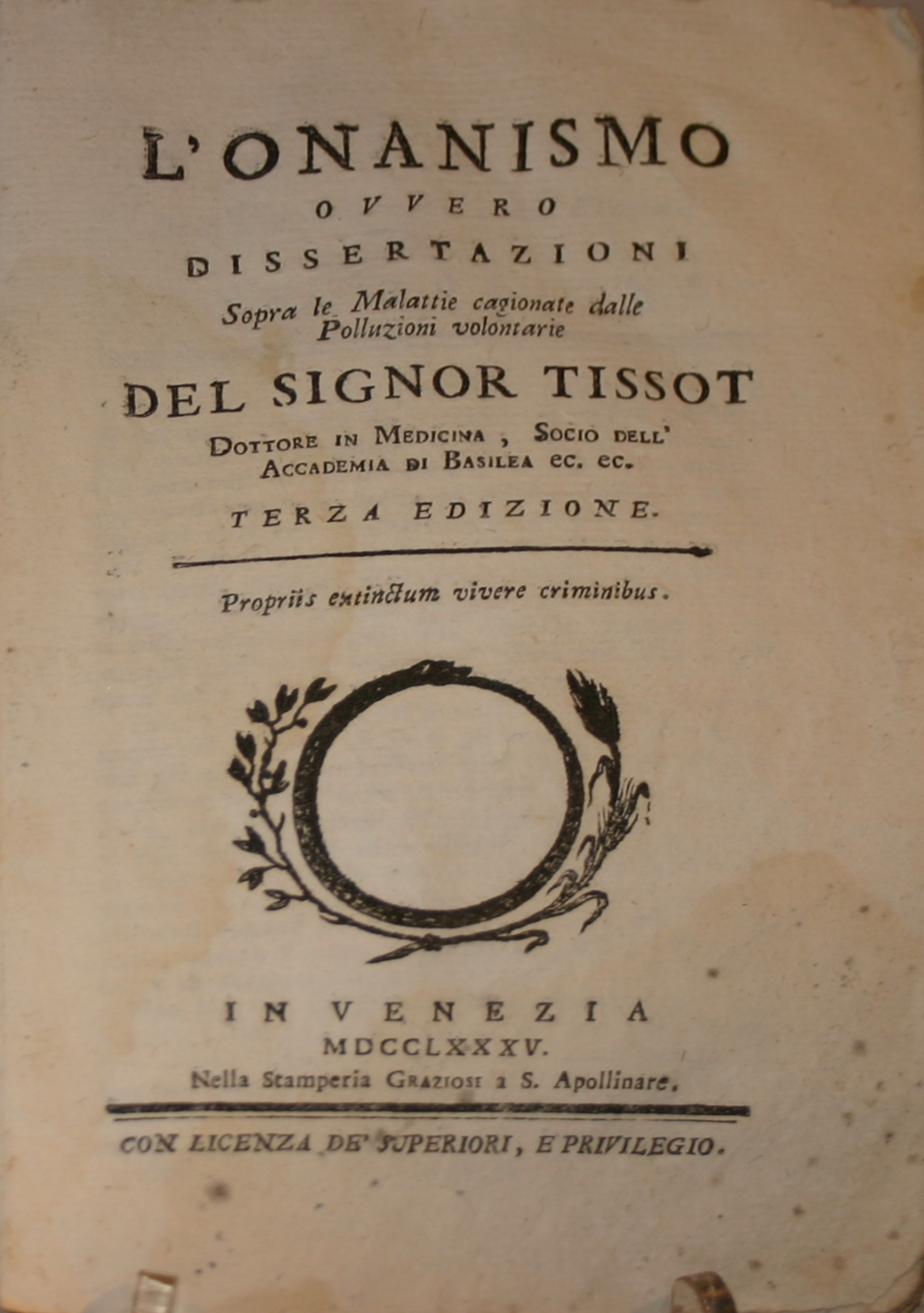
Edición italiana de 1785 del libro Tratado sobre las enfermedades producidas por el onanismo, del médico Samuel-Auguste Tissot.

Una de las muchas personas horrorizadas por las descripciones sintomáticas de Onania fue el médico suizo Samuel-Auguste Tissot. En 1760,  publicó L'Onanisme, su propio tratado médico integral sobre los supuestos efectos negativos que podrían causar la masturbación. Citando estudios de caso hacia pacientes jóvenes varones que se masturbaban en Lausana, Suiza como base para su razonamiento, Tissot afirmó que el semen era un "aceite esencial " y "estímulo", cuya pérdida en grandes cantidades causaba "una perceptible reducción de fuerza, memoria e incluso razonamiento; visión borrosa, desórdenes en todos los nervios, toda clase de gotas y reumatismo, debilitación de los órganos reproductores, sangre en la orina, alteración del apetito, dolores de cabeza, y una inmensa cantidad de otros malestares."
En un código penal del siglo XVII para la colonia puritana de New Haven, Connecticut, se aplicaba la pena de muerte a quienes proferían blasfemias, eran homosexuales y practicaban la masturbación.
Aunque las ideas de Tissot en la actualidad son consideradas, en el mejor de los casos, meras hipótesis, su tratado fue presentado como un trabajo científico y académico, en una era en donde la fisiología experimental prácticamente no existía. La autoridad con la que se trató posteriormente el trabajo –las opiniones de Tissot fueron incluso reconocidas y repetidas por ilustrados como Kant y Voltaire– hizo que durante los próximos dos siglos, la masturbación fuese considerada como una enfermedad degenerativa para la medicina occidental.

### Rush
En 1812 Benjamin Rush incluyó ''Del estado mórbido del apetito sexual'' como el capítulo 18 de su libro sobre enfermedades mentales. En él cita que la alimentación excesiva, la intemperancia en la bebida, y la ociosidad como factores causales del onanismo. Anteriormente en el libro (pp. 33) él afirmaba aquello como un ''conjunto de males físicos y morales que este vicio solitario corrige sobre el cuerpo y la mente''. En su cargo de enfermos mentales,destacó tres impulsos hacia la manía por el onanismo (pp. 48). En su observación del "idiotismo congénito" (pp. 292), señaló: ''El apetito venéreo existe en aquellos con gran fuerza, y los gratifican después de la pubertad por el onanismo''.
Para 1838 Jean Esquirol declaró en su Des Maladies Mentales que la masturbación fue ''reconocida en todos los países como una causa de la locura.''

### White
En el libro de 1870, A Solemn Appeal Relative to Solitary Vice, and the Abuses and Excesses of the Marriage Relation, editado por James Springer White, esposo de Ellen G. White, cofundadores de la Iglesia Adventista del Séptimo Día, encontramos la siguiente cita:
Si la práctica [de auto-indulgencia] continúa desde los quince años de edad hacia adelante, la naturaleza protestará contra el abuso que ha sufrido, y continuará sufriendo, y hará que paguen un castigo por la transgresión de sus leyes, especialmente desde los treinta a cuarenta y cinco años de edad, por numerosos dolores en el sistema, y varias enfermedades, afectando al hígado y los pulmones, neuralgia, reumatismo, afecciones en la columna vertebral, deterioro en los riñones, y tumores cancerígenos. Parte del fino mecanismo de la naturaleza cede, dejando una ardua tarea para el resto, lo que altera la buena disposición de la naturaleza, y a menudo se produce un repentino quiebre de la constitución; y el resultado de ello, es la muerte.

Las mujeres poseen una fuerza vital inferior en comparación al otro sexo, y se ven privadas enormemente del aire fuerte y vigoroso, por sus vidas encerradas en sus hogares. El resultado del auto-abuso en ellas se pueden observar en diversas enfermedades, como el catarro, la hidropesía, dolores de cabeza, pérdida de memoria y visión, gran debilidad en la espalda y lomo, afecciones en la columna vertebral, y con frecuencia, deterioro interno de la cabeza. Tumor cancerígeno, que permanecería inactivo en el sistema durante su vida, se inflama, y comienza su voraz y destructiva labor. La mente es usualmente enajenada, y con ello, sobreviene la locura plena.

### Kellogg
El doctor John Harvey Kellogg (26 de febrero de 1852 – 14 de diciembre de 1943) fue un entusiasta activista en contra de la masturbación. Kellogg fue capaz de recurrir a las afirmaciones de numerosas fuentes médicas, asegurando que «ninguna plaga, ni la guerra, ni la viruela, ni enfermedades similares, han producido resultados tan desastrosos para la humanidad como el pernicioso hábito del onanismo», atribuyéndolo al doctor Adam Clarke. Kellogg advirtió enérgicamente contra ese hábito en sus propias palabras, alegando muertes relacionadas con la masturbación literalmente una víctima muere por sus propias manos, entre otras condenas. Kellogg creía que la práctica del vicio solitario causaba cáncer de útero, enfermedades urinarias, emisiones nocturnas, impotencia, epilepsia, locura, y debilidad física y psicológica – se menciona brevemente "falta de visión". En Plain Facts for Old and Young, Kellogg emitió una advertencia sobre los males del sexo. De las 644 páginas, 97 abordan el "Vicio Secreto (vicio solitario o auto-abuso)", sus síntomas y resultados. También se incluyen 39 señales para detectar que alguien se haya masturbado. Recomendaba curar a los niños de su "vicio solitario" vendándoles las manos o atándoselas, cubriendo sus genitales con jaulas patentadas, cerrar el prepucio cosiéndolo y aplicar descargas eléctricas, y circuncisión sin anestesia, lo que podría romper el hábito. Para impedirlo, aconsejaba a los padres que primero les enseñaran a sus hijos a evitar la manipulación de sus genitales, y cuando llegasen a una edad más madura, les informaran de las "consecuencias negativas". También advertía a los padres sobre las ''asociaciones malvadas'', sirvientes y enfermeras ''malvadas e ignorantes'', que podrían masturbar a sus hijos para calmarlos.

### Freud
Sigmund Freud escribió de la ''enfermedad de la masturbación'': ''Él estaba sufriendo de los efectos de la masturbación''.

### Ibn Baz
En la década de 1990, Abd al-Aziz ibn Baz, Gran Muftí de Arabia Saudita, afirmaba que la masturbación causaba alteraciones en el sistema digestivo, inflamación de los testículos, daños en la espina dorsal, "temblores e inestabilidad en varias partes del cuerpo como los pies", debilitación de las "glándulas cerebrales" que conlleva a un deterioro del intelecto e incluso ''desórdenes mentales y locura''.

## Preocupaciones morales
Immanuel Kant consideraba la masturbación como una violación del código moral. En la Metafísica de las costumbres (1797), realizó el argumento a posteriori de que «el uso tan poco natural de los atributos sexuales de uno» transgrede a «todo sobre su creencia de esto» como «una violación de su propio valor», y sugirió que era considerado como inmoral, incluso para darle su propio nombre (a diferencia del caso del suicidio, el cual es igualmente controvertido). Sin embargo, continuó reconociendo que «no es sencillo elaborar una manifestación racional de inadmisibilidad de esa práctica antinatural», pero finalmente concluyó que esta inmoralidad radica en que «un hombre abandona su personalidad [...] cuando se utiliza a sí mismo como un medio de gratificación a través de un impulso animal».
El filósofo del siglo XVIII Jean-Jacques Rousseau, veía la masturbación similar a una ''violación mental'', y lo discutió tanto en su obra Emilio como en Confesiones. Rousseau afirmaba que es la influencia corrompida de la sociedad lo que incita a actos tan poco naturales como la masturbación, y que los humanos que viven una vida simple en medio de la naturaleza no harían semejantes prácticas.

Esta mentalidad se mantuvo hasta la era victoriana, donde la censura médica de la masturbación estaba en línea con el conservadurismo social generalizado, y el rechazo a la conducta sexual abierta propio del período. En 1879, Mark Twain escribió un discurso titulado Some Thoughts on the Science of Onanism, que finalizaba con las siguientes palabras:
Se recomendó que se diseñaran pantalones para niños con una forma que les impidiese tocarse los genitales desde los bolsillos, que los escolares se sentaran en escritorios especiales que les impidieran cruzar las piernas durante la clase, y que a las niñas se les prohibiera montar a caballo o ir en bicicleta, ya que las sensaciones producidas por dichas actividades eran consideradas similares a la masturbación. Aquellos niños y jóvenes que, sin embargo, continuaban sintiendo placer con la práctica, fueron considerados como ''mentes débiles''. Con ello se recomendaron diversos ''remedios'', incluyendo una dieta insípida y sin consumir carne. Este enfoque fue promovido por el Dr. John Harvey Kellogg (inventor de la célebre marca de cereales Corn Flakes) y el reverendo Sylvester Graham (inventor de las galletas Graham). La literatura médica de la época describía procedimientos bajo tratamientos de descargas eléctricas, infibulación, dispositivos de restricción como los cinturones de castidad y camisas de fuerza, cauterización o –como último recurso– castración quirúrgica de los genitales. La circuncisión neonatal rutinaria era ampliamente adoptada en los Estados Unidos y el Reino Unido, al menos en parte debido a su efecto preventivo en contra de la masturbación. En décadas posteriores, las medidas más drásticas fueron reemplazadas en su mayoría bajo técnicas psicológicas, como advertir que la masturbación podría causar ceguera, manos vellosas o con un crecimiento anormal. Algunos de estos persistir tan mitos incluso hoy. Al referirse a estos puntos de vistas y tratamientos, Ollendick y Schroeder declararon: ''Estas son algunas de las páginas más oscuras de la historia de la religión y la medicina.''

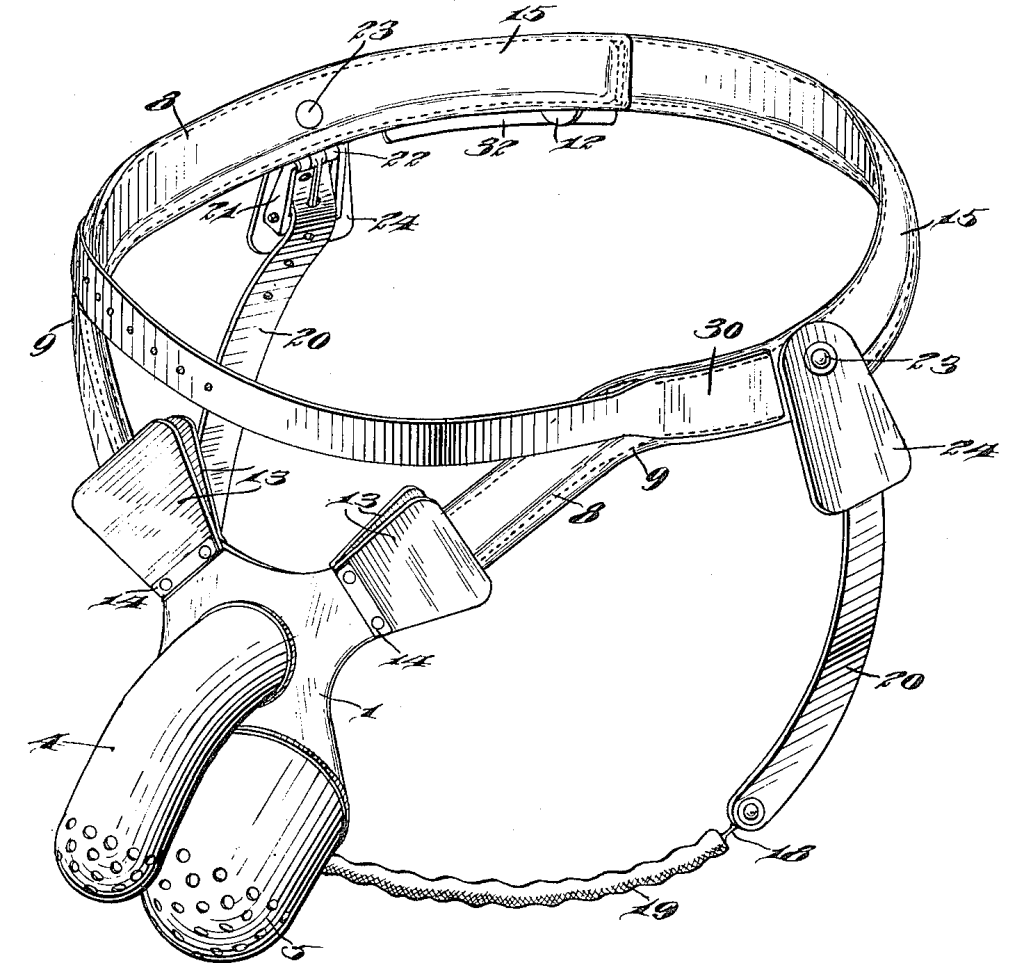
Imagen de un cinturón de castidad en un documento de patentes.

## Como tabú
En 1905, Sigmund Freud abordó la masturbación en su obra Tres ensayos sobre teoría sexual y lo asoció con sustancias adictivas. Describió la masturbación de los infantes en el período en el que estaban amamantando, a los cuatro años de edad y en la pubertad.
Al mismo tiempo, la supuesta condición médica de la histeria—del griego hystera o del útero— estaba siendo tratada por lo que ahora se describiría como una masturbación administrada o recetada médicamente para las mujeres. Las técnicas incluyeron el uso de los primeros vibradores y frotación de los genitales con cremas de placebo.
En 1910, las reuniones del Círculo de Viena, discutieron sobre los efectos morales o de salud de la masturbación, pero se suprimió la publicación de cómo fue abordado el tema.
Las actitudes médicas hacia la masturbación comenzaron a cambiar hacia inicios del siglo XX, cuando Henry Havelock Ellis, en su semanario de 1897 titulado Studies in the Psychology of Sex, cuestionaba las opiniones de Tissot, nombró con alegría a aquellos hombres famosos que se habían masturbado y luego se dispusieron a refutar (con la obra de médicos más recientes de su época) cada una de las enfermedades que supuestamente eran causadas por esta práctica sexual. ''Llegamos a una conclusión'', escribió, ''que en el caso de la masturbación moderada en individuos sanos y bien nacidos, no necesariamente hay resultados perjudiciales''.
Robert Baden-Powell, fundador de la The Scout Association, incorporó un pasaje en la edición de 1914 de Escultismo para muchachos, advirtiendo sobre los peligros de la masturbación. Este pasaje declaró que el individuo debería huir de la tentación realizando una actividad física que supuestamente agotaría al sujeto de tal manera, que no tendría la energía para masturbarse. Sin embargo, hacia 1930, el doctor F. W. W. Griffin, editor de The Scouter, había escrito en un libro para los Rover Scouts que la tentación de masturbarse era ''una etapa de desarrollo bastante natural'' y, citando la obra de Ellis, sostuvo que ''el esfuerzo por lograr la abstinencia total fue un error muy serio''.
En 1922, el psiquiatra y psicoanalista austríaco Wilhelm Reich, escribió un ensayo titulado Sobre las formas específicas de masturbación. En las siete páginas y media de ensayo, Reich aceptó las nociones prevalecientes sobre los roles de la fantasía inconsciente y los posteriores sentimientos de culpa emergente, los cuales veía como originarios en el mismo acto.

## Revolución sexual
Los trabajos del sexólogo Alfred Kinsey durante los años 1940 y 1950, sobre todo en el Informe Kinsey, insistieron en que la masturbación era un comportamiento instintivo tanto para hombres como para mujeres, citando los resultados de las encuestas Gallup e indicando lo común que era esa práctica en Estados Unidos. Algunos críticos de esta teoría sostuvieron que la investigación de Kinsey estaba sesgada y que el método Gallup resultaba redundante a la hora de definir el «comportamiento natural».
La masturbación en Estados Unidos no ha sido una condición diagnosticable desde el DSM II (1968). Fue recién en 1972, cuando la Asociación Médica Estadounidense declaró consensuadamente la masturbación como una práctica normal.
Thomas Szasz declaró el cambio en el consenso científico como ''Masturbación: la actividad sexual primaria de la humanidad. En el siglo XIX fue vista como una enfermedad; en el siglo XX, es una cura''.

En la década de 1980, el filósofo Michel Foucault argumentaba que el tabú de la masturbación era una «violación de los padres hacia la actividad sexual de sus hijos». 

Intervenir en esta actividad personal y secreta, que era la masturbación, no representa algo neutral para los padres. No es solo una cuestión de poder, o autoridad, o ética; también es un placer.

En 1994, cuando la Cirujana General de los Estados Unidos, la doctora Joycelyn Elders, mencionó que además, los currículos educacionales deberían mencionar que la masturbación era segura y saludable, pero se vio obligada a renunciar después de que la gente rechazara su propuesta porque consideraban que estaba incitando a enseñar "cómo" masturbarse.
Wank Week fue una controvertida estación de televisión, que se iba a transmitir en el Reino Unido por el Channel 4, el cual iba a consistir en una serie de tres programas documentales relacionados sobre la masturbación. Sin embargo, los planes para transmitirlos se vieron cancelados en marzo de 2007.